# 牛博网
牛博网（原网址：Bullog.cn），是一个中国大陆互联网博客网站。它于2006年由前北京新东方学校讲师、“老罗语录”主人公罗永浩于北京创建。与其它流行博客提供商不同，虽然牛博网也是免费注册并提供空间，但申请开通博客主要通过自我推荐的方式递交给管理员，通过审查后方可开通。牛博在2009年被中国大陆关闭服务器后分为两个版本，服务器分别位于美国的“牛博国际”和服务器位于中国大陆的无政治内容的“嫣牛博”（谐音“阉”，bullock.cn），兩站已於2013年7月3日關閉。

## 起源
2006年左右，罗永浩曾分别或同时活跃在中国大陆几个知名的博客，其中包括新浪和搜狐。据罗永浩在博客中透露，由于这些知名网站的博客管理员对于罗永浩言语中的用词（脏字）和对社会现象的评论或批评以各种原因进行敏感词屏蔽和阻挠，使得他的言论和观点难以公开表达。由于这些网站受制于现行中华人民共和国有关互联网的法律法规和政治制度，罗永浩写的文字可能曾经被删改，其博客账号亦可能曾被封禁。罗永浩感慨自己的言论自由被限制，决定创建自己（为管理员）的博客网站。

### 命名
Bullog可能取自英文Blog（博客）之谐音，并加以“牛”字。字面意思为“公牛的日志”（bull-log）。“牛”，在现代汉语中官话方言的俚语中可以表示厉害、强等意思，另外“牛”在中国传统文化中代表倔强和不屈服。“博”，是中文里Blog的音译。

## 重要日期与事件
- 2006年7月31日 网站正式开通。
- 2007年8月8日，博客“北京奥运我不支持”开通。
- 2007年8月18日，博客“北京奥运我不支持”关闭。
- 2007年10月19日（中共十七大期间）下午2:00，网站被强制关闭。
- 2008年4月19日 牛博网日访问量(page view)首次突破百万。
- 2008年5月，汶川大地震后，牛博网在短期内募集到上百万赈灾资金。罗永浩亲自带队前往灾区赈灾。
- 2008年6月14日，著名ID“圣人本尊”博客被关闭，此ID喜攻击中国人，据此ID自己描述，他是一位在北京工作的日本人。
- 2008年11月24日，钱烈宪（徐来）博客被关闭，此前近一个月时间钱烈宪博客更新异常活跃，几乎每日更新五篇。
- 2008年12月17日，牛博网公告板突然宣布停止九位作者博客更新在牛博网主页上的同步，但继续保留作者名录在牛博作者名录中。
- 2008年12月24日，冉云飞博客被关闭，此前冉云飞坚持每日发帖。
- 2009年1月9日下午3時許，牛博网的域名註冊商中国万网停止了域名「bullog.cn」的访问权限，牛博网在中国大陆的服务器也被关闭，牛博国际也无法登陆，官方的理由是「大量登載時政類有害信息」。此前，牛博网的一些博客作者如冉云飞、梁文道、艾未未、王小山、莫之许、五岳散人、十年砍柴、阿丁等参与了《零八宪章》的联名签署；而中国政府竭力阻止零八宪章在國內傳播後，在牛博网的一些博客中仍能找到有关的訊息[2] 。
- 2009年1月31日，服务器设在美国的牛博国际重新开张，但没有开放读者评论，也没有开放自行注册的博客。40个小时之后，网站在中国大陆被防火长城屏蔽，禁止访问。

## 知名人物
- 罗永浩
- 方舟子
- 土摩托
- 韩寒
- 李银河
- 连岳
- 平客
- 王小山
- 张五常
- 柴静
- 黄集伟
- 醉钢琴
- 杨支柱
- 十年砍柴
- 傅国涌
- 冉云飞
- 宋石男
- 梁文道
- 熊培云
- 长平
- 北风
- 苗炜
- N·格里高利·曼昆
- 茅于轼
- 周其仁
- 艾未未
- 钱烈宪
- 莫之许

## 论坛
在牛博网创建后不久，网站也开通了自己的论坛社区。内容五花八门，但主要集中在图片、新闻评论、读书与音乐等。之后在被莫名关闭几天后，牛博网于2007-10-20 0：00发布公告“. （原始内容存档于2008-12-26）.”并禁止牛博网友对此消息进行评论。

## 被关闭事件
2009年1月9日15时许（UTC+8），牛博网中国大陆服务器无法连接，域名解析失败，其境外镜像“牛博国际”亦未开通访问。
成都作家冉云飞在无法访问牛博后，向该网负责人咨询从而证实了牛博网被关闭的事实。之后冉在接受自由亚洲电台采访时表示“这一‘自由主义大本营’被关事件有言论自由风向标的意义”。同一报道称“牛博网被关再次预告了09年当局将进一步收紧网络和媒体言论自由，以应付更多将浮出水面的社会矛盾对政权带来的威胁”。
在接受美联社采访时该网创办者罗永浩称被告知关闭牛博网的理由是“网站存在有害的时事评论”，罗后来在其个人博客中披露了更详细和准确的信息，并坚称会以尽可能的方式，包括在境外易名等，重开网站。
之前，牛博网多次出现诸如零八宪章、民众维权及时政批评等当局认定的所谓“敏感信息”。而近月内该网站更是被称为零八宪章的“主战场”，此前一天香港《苹果日报》在有关零八宪章发起者刘晓波的报道中亦引用了出自该网博主莫之许的一则打油诗评论。
牛博网被关闭后，引发了大批中国大陆自由派人士的不满。以知识分子及文艺青年为主的豆瓣一度出现多个悼念牛博网的线上活动，但都被豆瓣管理人员删除。
2009年1月12日，一向领先的《南方都市报》在施行新闻管制的中国大陆传统媒体中罕见地报道了此事，随后该报道的网络版被大陆网易、21CN及香港凤凰网等新闻门户网站先后转载，引发了更多民众的关注。
《纽约时报》、《卫报》、《德国之声》、《时代周刊》（博客）以及CBN等均对该事件有所报道。
2009年1月31日，域名为：http://www.bullogger.com （页面存档备份，存于） 的牛博国际在美国重新开张，但不到两天便开始在大陆无法访问。
2009年6月26日，域名为：http://www.bullock.cn/ （页面存档备份，存于） 的“嫣牛博”运行，此为牛博网的去政治内容版本。
2012年7月，嫣牛博对外宣称“内部维修”，不能访问。
2013年7月3日，罗永浩在新浪微博宣佈牛博国际站关闭。